# Газзаев, Владимир Александрович
Владимир (Лади) Александрович Газзаев (осет. Гӕззаты Лади, 25 марта 1895 года, село Корнис, Тифлисская губерния, Российская империя — 1962 года, Цхинвал, Юго-Осетинская автономная область, Грузинская ССР) — юго-осетинский советский писатель, переводчик и общественный деятель. Многолетний директор Цхинвальской медицинской школы. Писал под псевдонимом Джермугъ.

## Биография
Родился 25 марта 1895 года в крестьянской семье в селе Корнис, Тифлисская губерния. С 1903 года обучался в местной сельской церковно-приходской школе. После получения начального образования поступил в гимназию в городе Гори. Получив среднее образование, в 1914 году поступил в Московский медицинский институт, который окончил в 1917 году. Во время Гражданской войны воевал в партизанском отряде в окрестностях Харькова. В 1918 году возвратился на родину, где был избран в члены Национального совета Южной Осетии. Принимал непосредственное участие в революционных событиях на территории Грузии. С 1920 года был членом Юго-Осетинского революционного комитета. В 1920 году был избран делегатом I Съезда народов Востока, который проходил в Баку. После того, как власть в Грузии перешла к меньшевикам, перебрался во Владикавказ, где в составе специального комитета занимался устройством беженцев из Южной Осетии. В 1923 году возвратился в Цхинвал и стал работать директором местной типографии.
С 1927 года работал в государственных органах здравоохранения. После начала Великой Отечественной войны был призван в ряды Красной Армии и служил старшим врачом полка в звании майора. После демобилизации в 1946 году возвратился в Цхинвал и работал директором Сталинирской медицинской школы.
С 1924 года начал заниматься литературной деятельностью. Написал повести «Уӕйгуыты къӕдзӕх» (Гора великанов), «Пехуымпар» (пророк), «Фӕдзӕхст» (Завещание). Его посмертный сборник рассказов вышел в Цхинвале в 1965 году. Занимался переводами на осетинский язык произведений Николая Гоголя (повести «Шинель» и «Тарас Бульба»), Джека Лондона (повесть «Любовь к жизни»), Михаила Лермонтова («Слово о полку Игореве» и «Песня про царя Ивана Васильевича»), Максима Горького («Мать», «Макар Чудра», «Песня о соколе», «Буревестник»), и других произведений русской и зарубежной литературы. Написал несколько научных работ по Нартскому эпосу.
В мае 1934 году принял участие в собрании осетинских писателей, которое создало Осетинское отделение Союза писателей СССР.
Скончался в 1962 году в Цхинвале.